# شکار، تو هستی
شکار تو هستی (به انگلیسی: You Are the Quarry) آلبوم هفتم هنرمند اهل انگلستان، موریسی است که در ۱۷ مه ۲۰۰۴ توسط شرکت اتک رکوردز منتشر شد.

## فهرست ترانه‌ها
متن همهٔ ترانه‌ها توسط موریسی نوشته شده‌است.
| شماره      | نام                                       | آهنگساز     | عنوان اصلی                               | مدت   |
| ---------- | ----------------------------------------- | ----------- | ---------------------------------------- | ----- |
| ۱.         | «آمریکا تمام جهان نیست»                   | آلن وایت    | America Is Not the World                 | ۰۴:۰۳ |
| ۲.         | «خون ایرلندی، قلب انگلیسی»                | وایت        | Irish Blood, English Heart               | ۰۲:۳۷ |
| ۳.         | «من عیسی رو بخشیدم»                       | وایت        | I Have Forgiven Jesus                    | ۰۳:۴۱ |
| ۴.         | «به کمدون برگرد»                          | باز بورر    | Come Back to Camden                      | ۰۴:۱۴ |
| ۵.         | «من شرمنده نیستم»                         | بورر        | I'm Not Sorry                            | ۰۴:۴۱ |
| ۶.         | «دنیا پر از حوصله‌سربرهای لنگراندازه»      | بورر        | The World Is Full of Crashing Bores      | ۰۳:۵۱ |
| ۷.         | «چطور ممکنه کسی بفهمه من چه احساسی دارم؟» | وایت        | How Can Anybody Possibly Know How I Feel | ۰۳:۲۵ |
| ۸.         | «اولین عضو دارودسته که درگذشت»            | وایت        | First of the Gang to Die                 | ۰۳:۳۸ |
| ۹.         | «بذار ببوسمت»                             | وایت        | Let Me Kiss You                          | ۰۳:۳۰ |
| ۱۰.        | «همهٔ لزبین‌های تنبل»                       | وایت        | All the Lazy Dykes                       | ۰۳:۳۱ |
| ۱۱.        | «ازت خوشم میاد»                           | بورر        | I Like You                               | ۰۴:۱۱ |
| ۱۲.        | «میدونی که دووم نمی‌ارم»                   | وایت/گری دی | You Know I Couldn't Last                 | ۰۵:۵۱ |
| مجموع مدت: | مجموع مدت:                                | مجموع مدت:  | مجموع مدت:                               | ۴۷:۲۰ |

## تک‌آهنگ‌ها
- «خون ایرلندی، قلب انگلیسی» (۱۰ مه ۲۰۰۴) بریتانیا #۳

1. «وقتی قدت کوتاهه، بلند راه رفتن سخته»
2. «فاجعهٔ هوایی مونیخ ۱۹۵۸»
3. «سمفونی‌های هیچ‌وقت اجرا نشده»

- "اولین عضو دارودسته که مُرد" (۱۲ ژوئیه ۲۰۰۴) بریتانیا #۶

1. «زندگی من سیری دنباله‌دار از خداحفظی آدماس»
2. «پدر نوجوان در ملک شخصی‌اش»
3. «مکزیک»

- "بذار ببوسمت" (۱۱ اکتبر ۲۰۰۴) بریتانیا #۸

1. «سوگواری جمعه»
2. «من دو نفرم»
3. «صدای بابایی رو مسخره نکن»

- "من عیسی رو بخشیدم" (۱۳ دسامبر ۲۰۰۴) بریتانیا #۱۰

1. «هیچکس به درجهٔ تو نمی‌رسه»
2. «خاموشی محلات»
3. «چهرهٔ اجتماعی»